# Cypriane Gardin
Cypriane Gardin (* im 21. Jahrhundert) ist eine französische Kinderdarstellerin.

## Leben
Cypriane Gardin begann im Alter von zwölf Jahren mit der Schauspielerei. Auf Anraten ihres Lehrers Gerald Izing beschloss sie, die Schauspielerei zu ihrem Beruf zu machen. Als sie 2017 begann, an Castings teilzunehmen, traf sie Méline Saint-Marc, die ihre Agentin wurde. Seitdem steht sie in Serien, Fernsehfilmen und Kurzfilmen vor der Kamera.
Gardin studierte am Konservatorium von Tourcoing in der Kategorie Schauspiel.
Sie spielt seit 2021 die Tochter der quirligen Morgane Alvaro in der Serie HIP: Ermittlerin mit Mords-IQ, die zwischen ihrem hochbegabten Bruder und der hochbegabten Mutter ihren Platz zu finden versucht.

## Filmografie (Auswahl)
Film
- 2019: Dark Stories to Survive the Night, Rolle der Roxane
- 2020: La Ducasse, Rolle der Anaïs
- 2021: Cloud, Rolle der Eugenie

Serie
- 2018: Profiling Paris, 1 Folge, Rolle der Clara
- 2020: Stalk, 1 Folge
- seit 2021: HIP: Ermittlerin mit Mords-IQ, Rolle der Théa Alvaro